# Kate Haywood
Kate Emma Haywood (Grimsby (Engeland), 1 april 1987) is een Britse zwemster. Ze vertegenwoordigde haar vaderland op de Olympische Zomerspelen 2008 in Peking. Op de kortebaan is Haywood medehoudster van het Europees record op de 4x100 meter wisselslag.

## Carrière
Bij haar internationale debuut, op de Gemenebestspelen 2002 in Manchester, eindigde Haywood als zesde op de 100 meter schoolslag en als zevende op de 50 meter schoolslag. Samen met Sarah Price, Georgie Lee en Karen Legg veroverde ze de bronzen medaille op de 4x100 meter wisselslag.
Op de Europese kampioenschappen kortebaanzwemmen 2003 in Dublin strandde de Britse in de halve finales van de 50 meter schoolslag.
In de Oostenrijkse hoofdstad Wenen nam Haywood deel aan de Europese kampioenschappen kortebaanzwemmen 2004, op dit toernooi sleepte ze de bronzen medaille in de wacht op de 50 meter schoolslag en eindigde ze als vijfde op de 100 meter schoolslag.

### 2005-2008
Tijdens de wereldkampioenschappen zwemmen 2005 in Montreal eindigde de Britse als zesde op de 50 meter schoolslag en werd ze uitgeschakeld in de halve finales van de 100 meter schoolslag. Op de Europese kampioenschappen kortebaanzwemmen 2005 in Triëst eindigde Haywood als vierde op de 50 meter schoolslag en als vijfde op de 100 meter schoolslag.
In Melbourne nam de Britse deel aan de Gemenebestspelen 2006, op dit toernooi eindigde ze als vijfde op de 50 meter schoolslag en als zesde op de 100 meter schoolslag. Op de 4x100 meter wisselslag legde ze samen met Melanie Marshall, Terri Dunning en Francesca Halsall beslag op de zilveren medaille. Op de wereldkampioenschappen kortebaanzwemmen 2006 in Shanghai strandde de Britse in de halve finales van zowel de 50 als de 100 meter schoolslag. Tijdens de Europese kampioenschappen zwemmen 2006 in Boedapest veroverde Haywood de zilveren medaille op de 50 meter schoolslag en eindigde ze als vijfde op de 100 meter schoolslag. Op de Europese kampioenschappen kortebaanzwemmen 2006 in Helsinki sleepte de Britse de zilveren medaille in de wacht op de 50 meter schoolslag en eindigde ze als zesde op de 100 meter schoolslag, op de 4x50 meter wisselslag legde ze samen met Elizabeth Simmonds, Rosalind Brett en Francesca Halsall beslag op de bronzen medaille.
Tijdens de wereldkampioenschappen zwemmen 2007 in Melbourne eindigde Haywood als zevende op zowel de 50 als de 100 meter schoolslag.
Op de Europese kampioenschappen zwemmen 2008 in Eindhoven veroverde de Britse samen met Elizabeth Simmonds, Jemma Lowe en Francesca Halsall de Europese titel op de 4x100 meter wisselslag, het kwartet verbeterde tevens het Europees record. Haywood plaatste zich tijdens de Britse kampioenschappen zwemmen 2008 in Sheffield voor de Spelen, op de 100 meter schoolslag en de 4x100 meter wisselslag. In Manchester nam de Britse deel aan de wereldkampioenschappen kortebaanzwemmen 2008. Op dit toernooi sleepte ze de zilveren medaille in de wacht op de 50 meter schoolslag en eindigde ze als zevende op de 100 meter schoolslag. Samen met Simmonds, Lowe en Halsall sleepte ze de bronzen medaille in de wacht op de 4x100 meter wisselslag, het viertal wist ook het Europees record te verbeteren. Tijdens de Olympische Zomerspelen van 2008 in Peking werd Haywood uitgeschakeld in de halve finales van de 100 meter schoolslag. Op de 4x100 meter wisselslag eindigde ze samen met Gemma Spofforth, Jemma Lowe en Francesca Halsall op de vierde plaats, het kwartet verbeterde tevens het Europees record.

### 2010-heden
Op de Europese kampioenschappen zwemmen 2010 in Boedapest veroverde de Britse de zilveren medaille op de 50 meter schoolslag, op de 100 meter schoolslag werd ze gediskwalificeerd in de series. Samen met Gemma Spofforth, Francesca Halsall en Amy Smith sleepte ze de Europese titel in de wacht op de 4x100 meter wisselslag. In Delhi nam Haywood deel aan de Gemenebestspelen 2010, op dit toernooi legde ze beslag op de bronzen medaille op zowel de 50 als de 100 meter schoolslag. Op de 4x100 meter wisselslag veroverde ze samen met Gemma Spofforth, Ellen Gandy en Francesca Halsall de zilveren medaille.
Tijdens de wereldkampioenschappen zwemmen 2011 in Shanghai strandde de Britse in de halve finales van de 50 meter schoolslag. Samen met Georgia Davies, Jemma Lowe en Amy Smith zwom ze in de series van de 4x100 meter wisselslag, in de finale eindigde Davies samen met Stacey Tadd, Ellen Gandy en Francesca Halsall op de zesde plaats.

## Internationale toernooien
| Jaar | Olympische Spelen                        | WK langebaan                                                        | WK kortebaan                                            | EK langebaan                                            | EK kortebaan                                           | Gemenebestspelen                                           |
| ---- | ---------------------------------------- | ------------------------------------------------------------------- | ------------------------------------------------------- | ------------------------------------------------------- | ------------------------------------------------------ | ---------------------------------------------------------- |
| 2002 |                                          |                                                                     | geen deelname                                           | geen deelname                                           | geen deelname                                          | 7e 50m schoolslag · 6e 100m schoolslag · 4x100m wisselslag |
| 2003 |                                          | geen deelname                                                       |                                                         |                                                         | 12e 50m schoolslag                                     |                                                            |
| 2004 | geen deelname                            |                                                                     | geen deelname                                           | geen deelname                                           | 50m schoolslag · 5e 100m schoolslag                    |                                                            |
| 2005 |                                          | 6e 50m schoolslag 10e 100m schoolslag 10e 4x100m wisselslag         |                                                         |                                                         | 4e 50m schoolslag 5e 100m schoolslag                   |                                                            |
| 2006 |                                          |                                                                     | 9e 50m schoolslag 9e 100m schoolslag                    | 50m schoolslag · 5e 100m schoolslag                     | 50m schoolslag · 6e 100m schoolslag · 4x50m wisselslag | 5e 50m schoolslag · 6e 100m schoolslag · 4x100m wisselslag |
| 2007 |                                          | 7e 50m schoolslag 7e 100m schoolslag                                |                                                         |                                                         | geen deelname                                          |                                                            |
| 2008 | 11e 100m schoolslag 4e 4x100m wisselslag |                                                                     | 50m schoolslag · 7e 100m schoolslag · 4x100m wisselslag | 4x100m wisselslag                                       | geen deelname                                          |                                                            |
| 2009 |                                          | geen deelname                                                       |                                                         |                                                         | geen deelname                                          |                                                            |
| 2010 |                                          |                                                                     | geen deelname                                           | 50m schoolslag · DQ 100m schoolslag · 4x100m wisselslag | geen deelname                                          | 50m schoolslag · 100m schoolslag · 4x100m wisselslag       |
| 2011 |                                          | 9e 50m schoolslag 6e 4x100m wisselslag Haywood zwom enkel de series |                                                         |                                                         | geen deelname                                          |                                                            |
| 2012 | 28e 100 meter schoolslag                 |                                                                     | geen deelname                                           | geen deelname                                           | geen deelname                                          |                                                            |
| 2013 |                                          | geen deelname                                                       |                                                         |                                                         | 12-15 december                                         |                                                            |

## Persoonlijke records
Bijgewerkt tot en met 15 augustus 2013

### Kortebaan
| Afstand         | Tijd    | Datum         | Plaats     |
| --------------- | ------- | ------------- | ---------- |
| 50m schoolslag  | 30,35   | 10 april 2008 | Manchester |
| 100m schoolslag | 1.05,95 | 11 april 2008 | Manchester |

### Langebaan
| Afstand         | Tijd    | Datum            | Plaats    |
| --------------- | ------- | ---------------- | --------- |
| 50m schoolslag  | 31,12   | 15 augustus 2010 | Boedapest |
| 100m schoolslag | 1.07,56 | 2 april 2008     | Sheffield |